# Mikhael Speidel
Mikhael Speidel (Burnaby, 11 giugno 1990) è un attore canadese.

## Filmografia
- The Sports Pages (2001) (TV) - Golf Kid
- I tredici spettri (Thir13en Ghosts) (2001) - Billy Michaels, The First Born Son
- Thir13en Ghosts Revealed (2002)
- Cani dell'altro mondo (Good Boy!) (2003) - Fred
- Huff, episodio "Nello studio del dott. Huff" ("Pilot") (2004)
- A Beachcombers Christmas (2004) (TV) - Bernard